# Jaromír Balcar
Jaromír Balcar (* 1966) je německý historik českého původu, specializující se na politické dějiny Německa a střední Evropy.

## Život
Vystudoval moderní a soudobé dějiny středovýchodní a jihovýchodní Evropy, politologii a slavistiku na Ludwig-Maximilians-Universität v Mnichově a na Státní univerzitě ve Volgogradě. Působil především v Mnichově a v Brémách. V roce 2010 byl habilitován. V současnosti (2016) působí na Max-Planck-Institut für Wissenschaftgeschichte v Berlíně.

## Dílo
výběr
- Panzer für Hitler - Traktoren für Stalin: Grossunternehmen in Böhmen und Mähren 1938-1950. München: Oldenbourg Verlag, 2014. 523 stran. ISBN 978-3-486-71873-7.
- Von der Rüstkammer des Reiches zum Maschinenwerk des Sozialismus: Wirtschaftslenkung in Böhmen und Mähren 1938 bis 1953. Göttingen: Vandenhoeck & Ruprecht, ©2013. x, 511 s. Veröffentlichungen des Collegium Carolinum; Bd. 128. ISBN 978-3-525-37301-9. (společčně s Jaroslavem Kučerou)